# Ali Farka Touré

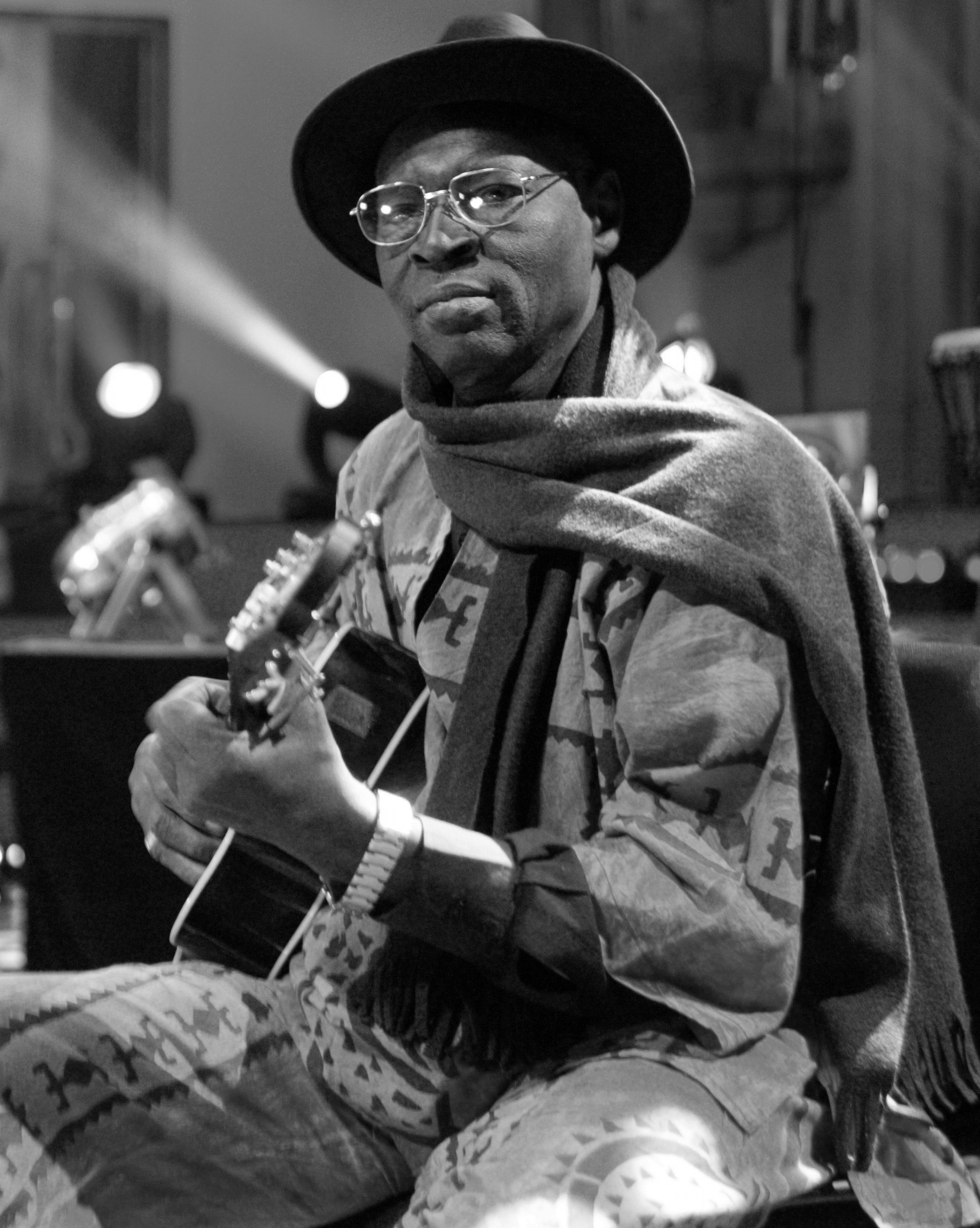
Ali Farka Touré

Ali Farka Touré (* 31. Oktober 1939 in Kanau, Mali; † 7. März 2006 in Bamako) war ein malischer Musiker. Der „Bluesman of Africa“ (auch „König des Wüsten-Blues“) galt als einer der renommiertesten Musiker Afrikas. Das Rolling Stone Magazin kürte ihn zu einem der einhundert besten Gitarristen aller Zeiten.

## Leben
Ali Farka Touré, nahe Timbuktu im Dorf Kanau am Niger geboren, entstammte einer Songhai-Familie. Sein Vater starb, als Touré noch ein Säugling war. Die Familie zog den Niger Richtung Niafunké hinauf, 200 Kilometer südlich von Timbuktu. Touré wuchs als Muslim auf.
Schon als Elfjähriger begann Touré, Gurkel zu spielen, eine einsaitige Gitarre. Später kamen die Njarka, eine einsaitige Fidel, sowie die viersaitige Ngoni hinzu. 1956 sah Ali Farka Touré einen Auftritt des guineischen Gitarristen Fodéba Keïta. Er lieh sich eine Gitarre und übertrug seine traditionelle Technik auf das westliche Instrument. Zur gleichen Zeit lernt der Autodidakt, Banjo, Schlagzeug (Perkussion) und Akkordeon zu spielen.
Nach der Unabhängigkeit Malis 1960 förderte der erste Staatschef Modibo Keita lokale Musiker und Künstler. Touré trat mit dem Kulturensemble „Troupe 117“ auf.
1968 unternahm Touré seine erste Auslandsreise, und zwar nach Sofia, Bulgarien, zu einem internationalen Kulturfestival. Die malischen Musiker spielten traditionelle Musik. Touré spielte Gitarre, Flöte, Djerkel und Njarka. Am 21. April kaufte er in Sofia seine erste Gitarre – alle bis dahin von ihm gespielten Gitarren hatte er sich ausleihen müssen. Im gleichen Jahr, bei einem Besuch in Bamako, spielte ihm ein dort studierender Freund Schallplatten von James Brown, Jimmy Smith, Albert King und John Lee Hooker vor. In späteren Jahren betonte Touré, dass er von John Lee Hookers Musik beeindruckt, aber nicht beeinflusst sei.
1970 zog Touré nach Bamako und begann als Techniker für „Radio Mali“ zu arbeiten. Bis 1973 war er Mitglied des Radio-Mali-Orchesters. In den frühen 1970er-Jahren gab ihm ein befreundeter Journalist den Tipp, Aufnahmen nach Paris zu schicken. Die Pariser Schallplattenfirma „SonAfric“ veröffentlichte sieben LPs Ali Farka Tourés – alle in Bamako aufgenommen. Trotz seiner Unzufriedenheit mit „SonAfric“ – er fühlte sich finanziell übergangen – profilierte er sich als einflussreicher Musiker in Mali. Touré war der erste, der westafrikanische Musikstile für die westliche Gitarre adaptierte. Die Themen seiner Lieder waren Freundschaft, Liebe, das Land, die Landwirtschaft, der Fluss Niger und die Fischerei, Erziehung, Gesundheit, Spiritualität und Mali.
1980 kehrte Touré nach Niafunké zurück. Sieben Jahre später verließ er das Land zum ersten Mal seit 1968 wieder, gab Konzerte in Europa und begann Songs bei „World Circuit“, einem britischen Weltmusiklabel, aufzunehmen. Der bekannte britische Musikjournalist und BBC-Moderator Andy Kershaw schrieb über Tourés Musik: „Mir wurde ganz überraschend eine Aufnahme von Ali Farka Touré zugeschickt. Ich hörte sie mir an und war überwältigt. Ich war nicht der einzige. Von allen Platten, die ich jemals im Radio gespielt hatte, rief diese die meisten Anfragen hervor. Mit ihrem rhythmisch gezupften Gitarrenstil und dem nasal und einsam klingenden Gesang war dies die westafrikanische Version des Delta Blues von Lightnin’ Hopkins oder John Lee Hooker.“ (Simon Broughton u. a: Weltmusik.)
Seinen größten Erfolg feierte er zusammen mit dem amerikanischen Musiker Ry Cooder, mit dem er während einer seiner raren Tourneen 1993 in den Vereinigten Staaten das Album Talking Timbuktu einspielte. Talking Timbuktu belegte 1994 auf nahezu allen Weltmusikcharts den ersten Rang. Im Anschluss an diesen Erfolg war er immer weniger gewillt zu reisen.  So wurden die Aufnahmen von Niafunké im Jahr 1999 mit einem mobilen Aufnahmestudio in einer verlassenen Ziegelei in Niafunké gemacht. 2000 gab Touré die Musik vorübergehend auf, um sich ganz dem Reisanbau in Niafunké widmen zu können. Zudem engagierte er sich auf lokalpolitischer Ebene – 2004 wurde er zum Bürgermeister von Niafunké gewählt. 
Nach seinem Rückzug aus dem Musikgeschäft im Jahr 2000 begann Touré 2004 wieder für World Circuit aufzunehmen, zusammen mit dem Koraspieler Toumani Diabaté. Der erste Teil dieser Aufnahmen wurde 2005 veröffentlicht, und Touré trat zum ersten Mal seit Jahren wieder öffentlich auf. In den Jahren 2002 und 2003 war Touré in den beiden Musikdokumentationen African Blues und Feel Like Going Home zu sehen. Die letzte Aufnahme Ali Farka Tourés, Savane, wurde in der von der EBU ermittelten Bestenliste der Weltmusikcharts für das Jahr 2006 als Nummer eins geführt.
Ali Farka Touré starb im Alter von 66 Jahren an Knochenkrebs. Bis kurz vor seinem Tod, jedoch schon schwer erkrankt, beteiligte er sich an den Aufnahmen zum Debütalbum seines Sohnes Vieux Farka Touré.

## Auszeichnungen
- 1995: Grammy für „Best World Music Album“ (Talking Timbuktu)
- 2006: Grammy für „Best World Music Album (Best Traditional World Music Album)“ (In the Heart of the Moon zusammen mit Toumani Diabaté)
- 2006: Tamani d’hommage

## Diskografie
- 1987: Ali Farka Touré
- 1989: The River
- 1992: The Source
- 1994: Talking Timbuktu (mit Ry Cooder)
- 1996: Radio Mali (aufgenommen: 1970–1978)
- 1999: Niafunké
- 1999: Afel Bocoum: Alkibar (2 Stücke Leadguitar)
- 2002: Boubacar Traoré: Je chanterai pour toi (3 Stücke mit Ali Farka Touré)
- 2004: Red & Green (Red (1984)/Green (1988))
- 2005: In the Heart of the Moon (mit Toumani Diabaté)
- 2006: Savane (posthum veröffentlichtes Album)
- 2010: Ali and Toumani (posthum veröffentlicht, Aufnahmen aus 2005/06 mit Toumani Diabaté)

Produzent von:
- 1994: Lobi Traore: Bamako

## Filmografie
- 2002: Je chanterai pour toi. Regie: Jaques Sarasin – Dokumentation über Boubacar Traoré
- 2003: Feel Like Going Home. Regie: Martin Scorsese

## Videoalben
- Ça coule de source / Ali Farka Touré: Springing from the Roots im VOD (Memento vom 23. Februar 2008 im Internet Archive)

## Ausstellung
Auf der Documenta 14 in Kassel würdigte 2017 Igo Diarra und La Medina das Leben und künstlerische Wirken Ali Farka Tourés mit dem Beitrag Studio Ali Farka Touré – Proud and Well. Präsentiert wurden Fotografien, Plattencover, Objekte und seine Musik. Im Programm gab es zudem einen Workshop und einen Auftritt der Ali Farka Touré Band im offiziellen Performance-Programm in den Henschel-Hallen.